# 서양 고대의 교육
서양 고대의 교육은 그리스와 로마의 교육으로 대표된다. 고대 그리스의 교육은 조화로운 인간성을 목표로 한 교육으로서 서구 인본주의 교육의 원형으로 되었다. 초기 그리스 시대의 교육은 귀족적인 영웅 무사의 교육이었다. 영웅교육은 아름다움과 선함이 조화롭게 균형을 이룬 '미선성'을 이념으로 삼았다. 이후 시간이 흐르면서 미선성은 고대 그리스 전체의 교육을 기본적으로 규정하는 이념으로 되었다. 고대 그리스의 대표적인 두 도시국가 스파르타와 아테네의 교육은 각각 전체주의적 국가교육의 원형과 민주주의적 인간 교육의 원형이 되었다 아테네를 중심으로 수많은 소피스트들이 사람들에게 시민생활에 유용한 지식을 전달하는 교육활동을 하였으며, 소크라테스, 플라톤, 아리스토텔레스 등에 의해 참된 인간이 되기 위한 인격적 철학교육이 강조되었다. 플라톤으로 대표되는 철학적 교육과 이소크라테스로 대표되는 수사학적 웅변교육은 고대 교육의 두 유형으로 서구 교육에 큰 영향을 미쳤다.
로마의 교육은 순수 로마적인 것에 그리스의 교육의 색을 입히는 방향에서 정립되어갔다. 로마는 그리스 교육을 유럽 전체로 전파시키는 매개 역할을 함으로써 서구 교육의 기초를 마련하는 데 한 몫을 담당하였다. 키케로와 퀸틸리아누스는 각각 로마의 고유한 특성과 그리스의 정신을 결합시킴으로써 웅변가 양성을 위한 교육사상을 전개하였다.
고대 그리스와 로마의 교육은 서로 밀접한 관계를 지니면서 서구 교육의 기본 토대를 이루었다. 서구 교육에서 나타나는 인본주의적 교육의 이론과 실천은 이러한 고대 그리스와 로마 교육을 기초로 하여 가능하였다고 볼 수 있겠다.

## 그리스의 교육
고대 그리스는 기원전 10세기경까지의 고대 그리스의 고대에 해당되는 초기 그리스 시대와 그리스의 각 종족이 폴리스를 형성하여 독자적 특색을 나타내면서 역사를 창조하고 발전시켜온 본질적인 의미에서의 고대 그리스 시대, 그리고 그리스 문화가 세계주의적인 문화로 변화된 헬레니즘 시대로 구분된다. 소크라테스, 플라톤, 아리스토텔레스, 이소크라테스 등이 고대 그리스의 교육사상을 이룩하였으며, 이는 서구 교육사상의 밑바탕이 되었다.

### 초기의 교육
초기 그리스 시기에 대해서는 역사적 기록이 없으며 오직 시적으로 구전된 전통을 통해 알 수 있을 뿐이다. 가장 대표적인 시가가 호머의 일리아스와 오디세이이다.
이 시대의 교육은 영웅ㆍ무사의 교육으로서 귀족적인 영웅 양성이 목적이었으며, 교육의 기본 형식은 훈련이었다. 이 교육에서 무사ㆍ영웅은 야만적인 병사가 아니었다. 영웅적 인간형은 용맹스러움과 고상한 기개를 지녔으며, 윤리와 도덕적 측면에서도 이상적이고 완전한 수준에 도달한 사람으로 여겨졌다.
호머의 작품에 드러난 이 당시의 교육의 기본 이념은 아름다움과 선함이 조화롭게 합일된 상태인 '미선성(kalokagathia)'에 기초하고 있다. 미선성은 잘 다듬어진 육체가 정신적인 도야나 윤리적인 고귀성과 합일된 상태이며, 체육과 음악이 조화롭게 연결된 상태이다. 따라서 이 시대의 교육은 사회적이고 종교적인 단일성을 강조하고 체육교육과 음악교육이 조화를 이루는 것이 특징이다. 이러한 교육을 통하여 영웅ㆍ무사는 국가시민이면서 동시에 종교인으로서의 정신과 능력을 갖추게 되었으며, 육체적 힘과 기술이 정신적ㆍ심미적 차원의 가치와 조화를 이루게 되었다.

### 스파르타의 교육
스파르타에서는 국가가 국민의 교육을 관장하였다. 정치지도자는 형식적 훈련을 관리하였다. 스파르타인에 의하면 어린아이는 집단에 봉사하기 위하여 태어났으며, 봉사할 수 있도록 양육되어야 했다. 이러한 스파르타의 교육은 근본적으로 전쟁기술을 훈련시키는 것이었다. 스파르타 교육의 목적은 호머가 이전 시기의 교육에 대해 묘사한 개인영웅을 길러내는 것이 아니라, 강건한 신체와 투철한 애국심을 갖고 조국을 위해 목숨을 버릴 수 있는 병사를 만드는 데 있었다.
스파르타 사회에서 어린이는 국가의 재산이었다. 신생아가 태어나면 엄격한 신체검사를 통해 생사가 결정되었다. 약하고 장애가 있는 신생아는 버려졌고 오직 강하고 건강한 아이만 생존하였다. 7세가 될 때까지 가정에서 양육되었으며, 7세가 되면 부모의 곁을 떠나 국가가 관리하는 병사(兵舍)에서 공동생활을 하며 파이도노모스(paidonomos)의 감독 하에 군사 훈련을 이수한다. 17, 18세부터 20세 사이의 젊은이들은 에페비(ephebi)라고 불렸는데 이들은 국가에 충성할 것을 맹세하고 실제 무기를 사용하며 고등한 군사훈련을 받았다. 20세가 되면 시민권을 획득하였으며 완전한 군인이 되었다. 시민권을 획득한 이후에도 이들은 계속 훈련을 받았으며, 병사에서 젊은이들을 지도하는 것은 이들의 중요 임무 중 하나였다.
스파르타에서 엄격한 군사교육이 실시되었던 반면, 읽기나 쓰기, 문학 등에 대한 교육은 경시되었다. 일부 스파르타의 교사들은 어린이들이 음악, 읽기, 쓰기를 학습하는 것을 나쁜 것으로 간주할 정도로 지적 측면을 경시하였다.

### 아테네의 교육

#### 초기 교육
초기 아테네에서도 스파르타와 마찬가지로 건강하지 못한 신생아를 내다 버리는 관습이 있었다. 그러나 스파르타와는 다르게 아테네에서는 국가가 아니라 아버지가 자녀의 생사를 결정하였다. 건강한 어린아이는 가정에서 유모, 보모, 어머니에 의해 양육되었다.
초기의 아테네에서 자유민은 7세가 되면 파이다고고스(paidagogos)의 지도를 받으며 학교를 다니기 시작했다. 체조학교[palaistra]에서 체육을, 그리고 음악학교[didas caleum]에서 음악을 배웠다. 신체교육은 체계적인 신체훈련이면서 동시에 도덕적 교화로서의 의미를 지니고 있었다. 음악교육은 인간에게 정서적 조화와 리듬을 주어서 아름다움과 선함을 받아들이기에 적합한 능력을 갖도록 하는 데 의미가 있었다. 또한 음악교사에게는 음악의 기예를 습득하게 하는 교육과 더불어 읽기, 쓰기, 셈하기 등의 교육도 과제로 부여되었다. 읽기와 쓰기를 가르치는 교육방법에서 시를 짓는 일이 높이 평가되었다.
이러한 교육은 법률로 제정되어 강요되거나 국가적으로 통제되지 않았다. 체육관에서 신체를 단련하고 경기를 벌이며, 국가의 제사의식과 같은 종교적 축제에서 윤무에 참여하는 것 등은 모두 명예스러운 시민의 의무에 속하는 것이었다. 청소년들을 학교에 보내 배우도록 하는 것은 부모의 자유로운 교육열에 속하는 것이었으며, 이에 따르는 비용도 부모가 지불하였다.
15~18세의 젊은이들은 성인체육관(귐나시온; gymnasium)으로 진학하여 2년간 보다 높은 수준의 신체훈련을 받았다. 훈련을 마치고 18세가 되면 아테네 젊은이는 시의 명부에 자신의 이름을 등록하고 신전에서 행하는 입단식을 거쳐 에페보스(ephebos)가 되었다. 이후 2년간 교육을 더 받으면 완전한 시민권을 얻었다.

#### 후기 교육
기원전 8세기에서 기원전 6세기에 이르는 기간 동안 아테네는 정치, 경제, 사회, 문화면에서 큰 변화를 겪었다. 페르시아 전쟁에서 승리한 아테네는 경제적으로 부유해졌으며, 중산층이 등장했다. 이들이 정치권력을 획득하게 됨에 따라 농업에 기반하던 귀족주의가 무너지고 아테네에서 정치적 민주주의가 발전하게 되었다. 이로써 평등주의와 개인주의가 크게 위상을 높였다. 이러한 사회변동으로 전통적 체계가 문란해져 국가가 혼란에 빠졌는데 크세노폰과 플라톤과 같은 개혁가들이 등장했다. 이들은 아테네의 교육에 대한 개혁을 주장하였다. 이들의 주장의 영향을 받건 받지 않건, 이 시기의 초등교육에서는 미학적이고 신체적인 요소의 비중이 줄어들고 문자와 문학이 강조되었다. 읽기, 쓰기, 셈하기와 당대에 위대한 시인으로 칭송받던 자들의 시를 암송하는 것을 지도하는 문자교사[grammatistes]가 중요한 존재로 여겨졌다. 하지만 무엇보다도 가장 큰 변화는 고등교육에 있었으며, 여기서 소피스트들의 활동이 나타나게 된다.
기원전 5세기의 아테네에서는 아테네 시민들이 공공 생활에 참여할 기회를 많이 갖게 되었다. 이에 따라 많은 아테네의 젊은이들이 공공 생활에 참여하고자 했으며, 자신의 탁월성을 정치적 행위로 표현하려 하였다. 이렇나 지적 욕구의 변화를 계기로 소피스트들이 출현하게 되었다. 소피스트들은 교육의 목적을 생활에서의 유능성을 확보하는 것이라고 적시하였다. 그들은 실천적인 것에 중점을 두었고 지식에 대해서도 참과 거짓과 같은 철학적 입장보다는 실천적인 사용 가능성의 관점으로 바라보았다. 따라서 소피스트들은 당시의 젊은이들의 욕구에 맞게 유능한 정치가를 양성하는 데 관심을 기울였으며, 그들에게 능력과 지성 그리고 정치적 탁월성을 기르는 훈련을 하였다.
소피스트들은 이전까지 행해지던 초중등교육의 수준을 넘어서 높은 수준의 일반 교양교육을 제공하였다. 소피스트들은 시민으로 살아가기 위해 필요한 가장 일반적인 자질을 부여하기 위한 교육으로 '엔키클리오스 파이테이아(enkyklios paideia)'를 제공했다. 이는 일반 교양교육으로, 문법, 변증법, 수사학, 시민과목(수학, 기하학, 천문학, 음악)을 포함하고 있었다. 많은 수의 소피스트들은 학교를 세우지 않았는데, 그들은 학생들을 한곳에서 모아 개별적으로 지도하거나 토론과 시범을 통해 교수했다. 그들은 교육의 대가로 학생들에게 보수를 받았으며, 이는 인류 역사상 최초의 직업적 교사로 여겨지고 있다.

### 헬레니즘 시대의 교육
헬레니즘 시기의 교육은 그 당시 문화 전체와 마찬가지로 융합적 성격을 지니고 발전하였다. 교육의 실제와 이론 면에서 새로운 것을 이룩하기보다는 그리스식의 교육을 보급하는 데 크게 기여하였다. 국가와 도시들이 많은 종류의 학교들을 운영함으로써 학교제도가 발달하였다. 특히, 이 시대에 고등교육기관들이 발달하였다.
헬레니즘 시대에 아테네는 고등교육의 중심지였다. 아테네에는 플라톤, 아리스토텔레스, 스토아 학파, 에피쿠로스 학파 등으로부터 유래한 '철학학교'가 발전하였다. 이 학교들에서는 논증능력을 훈련시켰으며, 형이상학과 윤리학의 사변적인 문제가 관심의 대상이었다. 그러나 점차 각 학교들에서 철학적 특성이 줄어들고 현대적인 개벌 과학들과 웅변술이 중시되어갔다.
철학학교가 소수의 지식계급을 위한 학교였음에 반하여, 대중이 관심을 가졌던 것은 '수사학학교'였다. 수사학학교에서는 철학교육에 비중을 두기보다는 웅변술 및 당시의 신지식을 제공하여 실생활에 도움을 주는 교육을 실시하였다. 이에 광범위한 지식계급이 수사학학교에 관심을 갖게 되었으며 헬레니즘 세계의 전 도시로 수사학학교가 퍼져 나갔다. 특히 이소크라테스의 수사학학교는 아테네를 세계의 지적 문화의 중심으로 만들었다.

## 로마의 교육
로마는 기원전 753년 이탈리아 라틴민족을 중심으로 건국된 것으로 알려져있다. 처음에는 왕정이었으나 기원전 509년에 공화정이 되었다. 기원전 275년경에 로마는 이탈리아 반도를 통일하고 주변지역을 정복하여 대제국을 이루었고, 기원전 27년에는 로마제국으로 세계를 지배하였다. 로마인은 정복자와 피정복자를 한 사회로 통합하는데 유능성을 보였고, 때문에 로마는 자신들이 정복한 헬레니즘 문명을 수용하여 지중해 세계 전체에 헬레니즘 문명의 기반을 마련하였다.
로마의 교육은 문화사적으로 공화정시대와 제정시대로 양분된다. 공화정 시대의 교육은 순수하게 로마적이었고, 제정시대의 로마 교육에는 그리스적 영향이 뚜렷하게 나타난다. 두 시기간의 변화는 점전적으로 일어났으며, 공화정 말기에 이미 그리스 문물이 급속히 유입되고 있었다.
로마는 그리스에서와 같이 소크라테스나 플라톤 등과 같은 거물급 사상가를 배출하지는 못했지만, 키케로나 퀸틸리아누스 등을 통해 로마의 교육은 후세에 영향을 미쳤다.

### 공화정 시대의 교육

#### 로마의 전통적인 교육
공화정시대 초기의 교육은 로마문화의 주체적 특색이 지배한 시기이다. 이 때 로마문화는 조상의 관습과 가부장권 그리고 12동판법이 근간을 이루고 있었다. 로마인들은 이러한 것을 고려하여 자녀를 훈련시켰다. 로마인의 교육적 이상은 ‘그라비타스(gravitas)’로 요약된다. 이것은 신, 국가 가정에 대한 의무를 수행하는 데 적합한 인간을 만드는 훈련이었다.
고대 로마인의 생활은 그리스에서와 마찬가지로 국가와 긴밀하게 연결되어 있었다. 그러나 아테네나 스파르타와는 달리 로마에서는 가정이 힘과 법의 중심으로 간주되었고, 교육적 영향력을 크게 지녔다. 가정은 로마 초기의 중요한 교육기관이었다. 가정에서 자녀들에게 올바른 행위와 사회적 의무, 책임의식 등을 가르쳤다. 어머니는 양육을 담당했으며, 아버지는 지적 교육을 담당했다. 로마인은 지적 교육을 강조하지 않았으며, 회계장부를 기록할 수 있을 정도로 쓰기와 셈하기를 공부하면 충분하다고 여겼다. 이런 이유로 로마에서는 학교교육이 체계화되지 않았다.
로마에서 교육은 국가의 권한이 아니었기 때문에 국가가 공적이고 대중을 상대로 하는 교육을 제공하지 않았다. 교육의 이상은 공적인 생활을 잘 할 수 있는 능력이 있는 시민, 즉 무기를 다룰 줄 알고 법률과 공공사무를 잘하는 사람이었다. 로마인들은 그리스인들과 달리 병역과 신체적 훈련을 미선성(美善性)의 관점에서 보지 않았다. 즉 로마인들은 아름다운 신체보다는 힘이 세고 쓸모 있는 신체를 추구하였다. 마찬가지로 아름다운 말보다 정당하게 옹호하는 말을 중요시하였다. 그들에게는 실제적인 것이 중요했기 때문에 미적인 것은 부차적인 것이었다. 교육에서도 미적인 체험과 이론적인 가르침을 실제적인 행도보다 덜 중요하게 생각하였다. 고대 로마 교육은 본질적으로 실제적인 교육으로서 소년들에게는 농사법, 병역, 공공 사무 수행능력 등을 가르쳤고 소녀들에게는 방적, 직물법 등을 가르쳤다. 소년들은 읽기, 쓰기, 셈하기 등을 가정이나 사립 초등학교(로두스)에서 배웠다.

#### 그리스 교육의 도입
기원전 3세기 중엽 이후 그리스 문화와 사상이 로마에 유입되었다 그리스 문화와 사상은 로마의 교육에 막대한 영향을 미쳤다. 로마정신과 교육이념이 그리스화됨으로써 로마적인 교육제도도 그리스의 학교제도로 재구성되었다.
초등학교에서는 자유민 남자나 노예에서 해당된 교원들이 7세에서 12세까지의 어린이들에게 읽기, 쓰기, 셈하기를 교수했다. 로두스(Ludus)라고 불리는 이 초등학교는 사학(私學)으로서 개인의 가정이나 사람들의 왕래가 적은 모퉁이 장소, 신전, 공공건물의 현관 인근에서 열렸다. 초보적인 학교 이외에 문법학교가 있었다. 문법학교에서는 그리스에서처럼 언어와 문학을 중요시하였다. 초기의 문법학교는 단지 그리스어 학교였지만, 나중에는 그리스어를 외국어로 다루는 라틴어 학교가 되었다. 이 학교는 그리스어를 라틴어처럼 숙달되게 말하고 쓸 줄 하는 것에 목적을 두었으며, 호머의 작품을 교재로 사용하였다. 라틴어로 번역된 오디세이를 갖고 라틴어 수업과 문학 교육이 이루어졌다.
웅변술이 로마 공공행정과 법률제도 속에서 점차 중요성을 지니게 됨에 따라 보다 높은 수준의 일반적인 교육을 하는 최종 학교로서 수사학학교가 발달하게 되었다. 수사학학교에서 수업은 주로 문체학, 작품독서, 실제적인 웅변연습으로 이루어졌다. 상류계급의 로마인들은 교육의 최종적 단계로 그리스의 아테네, 알렉산드리아, 로도스에 있는 대학 등에서 공부하기도 하였다.

### 제정 시대의 교육

#### 학교교육제도의 발달
로마가 공화정에서 제정으로 전환되면서 로마인은 그리스 문화의 지적 활동 및 개인주의를 로마사회에 채용해 자기 것으로 만들고자 하였다. 로마인이 그리스 문화를 섭취한 일반적 수단은 그리스의 교육제도를 채용하는 것이었다.
로마 제국의 수도 로마에 그리스의 영향을 받은 초등학교, 문법학교, 수사학학교들이 설립되었다. 공화정 시대의 학교는 기본적으로 사립이었지만, 제정시대의 학교는 모두 국립과 시립으로 전환되었다. 황제의 통치권이 확대되면서부터 로마 전역에 학교가 설립되기 시작하였다. 초등교육을 의무로 간주하는 자치시도 있었다. 황제들이 학교교육을 재정적으로 후원하였고, 시간이 지나면서 황제의 후원이 제도화되었다. 황제는 특히 수사학 교사들에게 봉급을 정규적으로 지급하고 세금을 면제해 주었다. 수사학 교육은 일반적으로 국가 공무원이나 군대의 장교, 상류계급의 일원이 되는 길이었다. 제정 시기의 수사학 교육의 내용은 공허해지고 부자연스러워졌으며, 더육 형식화되고 기교적이 되어갔다. 동시에 ‘7가지 자유교과’의 체제도 여러 권으로 된 백과사전적 총서 안에서 고정되었다. 비판적인 텍스트 본문들이 많이 나왔고 도서관도 제국 각지에 설립되었으며, 제국의 중심도시에는 대학이 설립되기도 하였다.

#### 기독교의 전파와 교육의 변화
그리스화된 로마교육은 외견상으로는 5세기에 서로마 제국의 지배권이 소멸될 때까지 번창하고 세력이 유지되었다. 그러나 로마인의 생활이 문란해지고 정치적으로 독재화되고 초기의 개인주의와 로마인의 강건성이 상실되어 감에 따라 교육이 전반적으로 그들의 생활과 관련성을 갖지 못하게 되었다. 그 결과 종래의 교육은 초기 기독교교회에 의해 시작된 새로운 교육으로 서서히 대체되어 갔다. 로마의 교육조직은 야만족이 서구제국의 지배권을  장악한 후까지도 존속되었으나 사회적 중요성은 완전히 상실되었다.
이미 3세기부터 로마의 전통 사상은 주도권을 행사하지 못하게 되었다. 로마는 오리엔트에서 성장한 기독교의 영향을 받고, 기독교의 전파 과정에서 중요한 역할을 수행하였다. 기독교가 성장하게 되자 교육의 과정에서 새로운 측면이 강조되게 되었다. 초기 기독교는 독자적인 교육기관을 세우지 않았다. 교육은 도덕적 훈련과 구원에 필요한 교리를 학습하는 것을 의미하였다. 기독교 교육은 신성하고 초월적인 의미를 지니고 있었다. 그것은 다른 세속적 기관에서는 할 수 없었던 교육이었다.

## 참고 문헌
- 《교육학적 사유를 여는 교육의 철학과 역사》 : 정영근 외 3인 저, 문음사, 1999
- 《교육학적 사유를 여는 교육의 철학과 역사(증보개정판)》 : 정영근 외 3인 저, 문음사, 2010
- 《고대 그리스의 교육사상》 : 오인탁 저, 종로서적, 1994
- 《교육사개설》 : P. 몬로 저, 교육과학사, 1994
- 《서양고대의 교육사상》 : 성기산 저, 대은출판사, 1983
- 《서양교육사》 : 윌리엄 보이드 저, 교육과학사, 1994
- 《서양교육사 연구》 : 성기산 저, 문음사, 1993
- 《Geschichte der Pädagogik》 : A. Reble 저, Stuttgart University Press, 1967